# イタリア領トランス・ジュバ

イタリア領トランス・ジュバ
Oltre Giuba Italiana (イタリア語)

国歌: Marcia Reale d'Ordinanza（イタリア語）
王室行進曲
トランス・ジュバの位置

トランス・ジュバ（アラビア語: شرق جوبا الإيطالية）は、現在のソマリア南部のジュバランド地域にあったイタリアの植民地である。1924年から1926年まで存在し、その後イタリア領ソマリランドに統合された。
「トランス・ジュバ」は、かつてのジュバランド（現在のソマリアの連邦構成州）の旧名である。

## 歴史

### ジュバランド

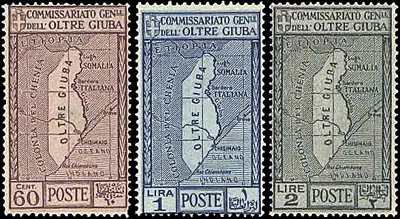
トランス・ジュバの郵便切手（1926年）

1924年、イタリアはイギリスからジュバランド地域の北部を譲り受け、イタリア領トランス・ジュバを設立した。これは、イタリアが第一次世界大戦で連合国として参戦したことへの報酬として与えられたものである。トランス・ジュバは、1924年7月16日から1926年12月31日までの短期間、総督コッラード・ツォーリの下で存続した。
イタリアは、1925年7月29日に新植民地向けの最初の郵便切手を発行し、イタリアの切手に「Oltre Giuba」と加刷したものを使用した。一方、イギリスはジュバランドの分割後も南半分を保持し、後に「北東州」と呼ばれるようになった。
トランス・ジュバは設立から1年後の1925年にイタリア領ソマリランドに統合された。植民地の総面積は87,000平方キロメートル（33,000平方マイル）、1926年時点の人口は約12万人だった。首都キスマヨには、主に商人からなる少数のイタリア人入植者がいた。この時期、同市はソマリアで3番目に大きな都市であり、小型の軍艦が寄港する港としても機能していた。

### バジュン諸島
バジュン諸島は、第一次世界大戦までイギリス領東アフリカの一部であり、譲渡された。